# Королянчук Андрій Валерійович
Андрі́й Вале́рійович Королянчу́к (нар. 26 серпня 1991, Чернівці, Україна) — український футболіст, нападник. Нині тренер.

## Життєпис
Народився 26 серпня 1991 року в Чернівцях в сім'ї відомого українського футболіста Валерія Королянчука.

### Ігрова кар'єра
Свій футбольний шлях розпочав у ДЮСШ «Буковина», згодом перейшов до «Буковини-2». У чемпіонаті України (ДЮФЛ) виступав саме за чернівецьку команду (50 матчів). Формально був у складі ФК «Енергетик» із міста Бурштина, однак на жодну офіційну гру не був заявлений. Як зазначив сам гравець, «брали на перспективу». Дебютував за «Буковину» в серпні 2014 року, а свій перший гол забив у місті Комсомольську в матчі проти «Гірника-Спорт».
Навесні 2016 року був переведений у молодіжно-юнацький склад чернівецької команди, провівши при цьому 16 матчів і відзначившись 2 голами (15 матчів у чемпіонаті та 1 матч у Кубку України) за основну команду з міста Чернівців. Згодом виступав за ФК «Університет» (Чернівці) у чемпіонаті Чернівецької області. З липня 2017 року знову був заявлений за основний склад чернівецької «Буковини» та виступав в її складі до завершення 2017/18 сезону.
У серпні 2022 року вкотре став гравцем «Буковини», за яку виступав до завершення того ж року. З весни 2023 року виступає за команду «Дністер» (Заліщики), яка є учасником вищої ліги чемпіонату Тернопільської області.

#### В збірній
Будучи студентом чернівецького національного університету викликається у національну студентську збірну України. У серпні 2017 року вирушив на XXIX всесвітню літню Універсіаду, у тайванське місто Тайбей. Де за підсумками студентська збірна України під керівництвом Анатолія Бузника посіла 7 місце із 16 учасників, а Андрій записав у свій актив половину матчів із усіх можливих.

### Тренерська кар'єра
З 2021 року очолює команду ЧНУ, яка виступає у чемпіонаті України серед ЗВО. В червні 2023 року футбольна команда ЧНУ під його керівництвом стала переможцем XVIII літньої Універсіади України з футболу. В 2025 році команда Університет посіла 3 місце в ХХІІІ Чемпіонаті України з футболу серед ЗВО в м. Київ 
Перед стартом 2024/25 сезону очолив команду чемпіонату Чернівецької області: «Довбуш».

## Статистика виступів
| Сезон     | Турнір                         | Матчі | Голи |
| --------- | ------------------------------ | ----- | ---- |
| 2014–2015 | Чемпіонат України – Перша ліга | 14    | 2    |
| 2015–2016 | Чемпіонат України – Друга ліга | 1     | 0    |
| 2015–2016 | Кубок України                  | 1     | 0    |
| 2017–2018 | Чемпіонат України – Друга ліга | 20    | 0    |
| 2017–2018 | Кубок України                  | 1     | 0    |
| 2022–2023 | Чемпіонат України – Перша ліга | 5     | 0    |

| Турніри            | Матчі | Кількість забитих м'ячів |
| ------------------ | ----- | ------------------------ |
| Перша ліга України | 19    | 2                        |
| Кубок України      | 2     | 0                        |
| Друга ліга України | 21    | 0                        |
| Всього за кар'єру  | 42    | 2                        |